# 西藏宽花紫堇
西藏宽花紫堇（学名：Corydalis latiflora sp. gerdae）为罂粟科紫堇属下的一个亚种。

## 扩展阅读
- 維基物種上的相關：西藏宽花紫堇